# Erioptera (Erioptera) lutea lutea
Erioptera (Erioptera) lutea lutea is een ondersoort van de tweevleugelige Erioptera (Erioptera) lutea uit de familie steltmuggen (Limoniidae). De ondersoort komt voor in het Palearctisch gebied.